# Sceloporus zosteromus
Espèce
Synonymes
- Sceloporus monserratensis Van Denburgh & Slevin, 1921
- Sceloporus rufidorsum Yarrow, 1882

Statut de conservation UICN

 LC  : Préoccupation mineure
Sceloporus zosteromus est une espèce de sauriens de la famille des Phrynosomatidae.

## Répartition
Cette espèce est endémique du Mexique. Elle se rencontre dans les États du Basse-Californie et de Basse-Californie du Sud.

## Liste des sous-espèces
Selon The Reptile Database (25 février 2013) :
- Sceloporus zosteromus monserratensis Van Denburgh & Slevin, 1921
- Sceloporus zosteromus rufidorsum Yarrow, 1882
- Sceloporus zosteromus zosteromus Cope, 1863

## Publications originales
- Cope, 1864 "1863" : Descriptions of new American Squamata in the Museum of the Smtihsonian Institution. Proceedings of the Academy of Natural Sciences of Philadelphia, vol. 15, p. 100-106 (texte intégral).
- Van Denburgh & Slevin, 1921 : Preliminary diagnoses of more new species of reptiles from islands in the gulf of California, Mexico. Proceedings of the California Academy of Sciences, ser. 4, vol. 11, no 17, p. 395-398 (texte intégral).
- Yarrow, 1882 : Description of new species of reptiles and amphibians in the US National Museum. Proceedings of the United States National Museum, vol. 5, p. 438-443 (texte intégral).